# Administración interina
La administración interina, gobierno interino o el interinato, es el desempeño de las funciones propias de un cargo por parte de un funcionario que sirve en él de manera transitoria, supliendo la falta de otra persona o cosa.

## Regulación por países

### España
Son funcionarios interinos en España los funcionarios públicos que, por razones expresamente justificadas de necesidad y urgencia, son nombrados como tales para el desempeño de funciones propias de funcionarios de carrera, cuando se dé alguna de las circunstancias específicas tasadas en el Real Decreto Legislativo 5/2015 de 5 de octubre, por el que se aprueba el texto refundido de la Ley del Estatuto Básico del Empleado Público, (que deroga la Ley 7/2007.) 
La selección de funcionarios interinos se realiza mediante procedimientos que garantizan los méritos demostrados tras procesos ágiles que respetan en todo caso, los principios de capacidad, igualdad y publicidad. 
Los funcionarios interinos se rigen por el régimen general de los funcionarios de carrera. La principal característica diferenciadora entre los funcionarios interinos y los funcionarios de carrera es la inestabilidad temporal de los interinos en su puesto de trabajo.

#### Circunstancias para el nombramiento de funcionarios interinos
Son funcionarios interinos los que, por razones expresamente justificadas de necesidad y urgencia, son nombrados como tales para el desempeño de funciones propias de funcionarios de carrera, cuando se dé alguna de las siguientes circunstancias:
- La existencia de plazas vacantes cuando no sea posible su cobertura por funcionarios de carrera.
- La sustitución transitoria de los titulares.
- La ejecución de programas de carácter temporal, que no podrán tener una duración superior a tres años, ampliable hasta doce meses más por las leyes de Función Pública que se dicten en desarrollo del Estatuto básico del empleado público en España, según el Real Decreto Legislativo 5/2015 de 5 de octubre (el mencionado plazo superior a tres años es objeto de controversia jurídica en el Tribunal de Justicia Europeo).
- El exceso o acumulación de tareas por plazo máximo de nueve meses, dentro de un periodo de dieciocho meses.

#### Selección y acceso
Con anterioridad al año 2007 con la aprobación en España del EBEP, los sistemas de selección de los funcionarios interinos variaban mucho, atendiendo a la diversa y dispersa legislación y reglamentación en los tres niveles de la Administración pública, (estatal, autonómica y local), llegándose en muchas ocasiones a seleccionar a funcionarios interinos directamente de las listas de desempleados de los servicios públicos de empleo sin haber demostrado la necesaria cualificación profesional con anterioridad a ocupar el empleo público.
En la actualidad, y debido a varios factores como son la aprobación del EBEP, el contexto de crisis económica que afectó a los servicios públicos reduciendo su masa salarial, el redimensionamiento de las Administraciones públicas y la gran demanda de empleos públicos, la selección de funcionarios interinos se realiza atendiendo a criterios meritocráticos y principios más transparentes en las condiciones de igualdad en el acceso de estos empleos públicos.
Habitualmente las distintas Administraciones públicas realizan exámenes de oposición para acceder a dichos puestos de interinos, o bien suelen seleccionar a los funcionarios interinos en orden a las puntuaciones obtenidas en anteriores procesos selectivos en los que hayan superado los exámenes y ejercicios propuestos, ordenados según la puntuación obtenida que será la que determine el orden para ser llamados a ocupar un puesto público como funcionario interino.
Así, desde el EBEP se explicita que la selección de funcionarios interinos habrá de realizarse mediante procedimientos ágiles que respetarán en todo caso los principios de igualdad, mérito, capacidad y publicidad.
Normalmente las Administraciones públicas suelen disponer de unas listas de sustitución formadas por aquellos candidatos que se examinaron en las últimas pruebas selectivas al cuerpo específico para el que se opta, de forma que realizan llamamientos para acceder como funcionario interino siguiendo un estricto orden relativo a las puntuaciones obtenidas en la suma total de los ejercicios de la oposición correspondiente.

#### Cese
El cese de los funcionarios interinos se producirá, además de por las causas previstas en Real Decreto Legislativo 5/2015 de 5 de octubre, para los funcionarios de carrera, cuando finalice la causa que dio lugar a su nombramiento.

#### Otras consideraciones legales
En el supuesto de la existencia de plazas vacantes cuando no sea posible su cobertura por funcionarios de carrera, las plazas vacantes desempeñadas por funcionarios interinos deberán incluirse en la oferta de empleo correspondiente al ejercicio en que se produce su nombramiento y, si no fuera posible, en la siguiente, salvo que se decida su amortización.
A los funcionarios interinos les será aplicable, en cuanto sea adecuado a la naturaleza de su condición, el régimen general de los funcionarios de carrera.
El personal interino cuya designación sea consecuencia de la ejecución de programas de carácter temporal o del exceso o acumulación de tareas por plazo máximo de nueve meses, dentro de un período de dieciocho meses, podrá prestar los servicios que se le encomienden en la unidad administrativa en la que se produzca su nombramiento o en otras unidades administrativas en las que desempeñe funciones análogas, siempre que, respectivamente, dichas unidades participen en el ámbito de aplicación del citado programa de carácter temporal, con el límite de duración señalado en este artículo, o estén afectadas por la mencionada acumulación de tareas.
A partir del Real Decreto Ley 20/2021 estas previsiones están siendo objeto de reglamentación y adecuación a la normativa europea.

### Chile
En Chile la administración interina y el sistema de reemplazos depende del tipo de cargo: público o privado.

#### Cargos públicos
- Presidente de la República.

- Vacancia del cargo previa a la proclamación.

Si un candidato a Presidente de la República fallece después de inscrito y antes del 8.º día anterior a la elección, el partido o el pacto electoral al cual pertenezca el candidato o las personas que hayan requerido la inscripción del candidato, en caso de candidaturas independientes, pueden reemplazarlo por otro, dentro de 3.º día de la fecha del deceso. Si las cédulas correspondientes ya se encontraren impresas, se entenderá que los votos obtenidos por el candidato fallecido corresponden a su reemplazante (Art. 20 inc. 1º). Por el contrario, si no se efectúa el reemplazo en tiempo y forma, los votos que obtenga el fallecido se considerarán nulos (Art. 20 inc. 3º).
Si un candidato a Presidente de la República fallece entre las cero horas del 8.º día anterior a la elección y el momento en que el Tribunal Calificador de Elecciones proclame a los elegidos, no podrá ser reemplazado, y los votos que obtenga se entenderán emitidos en favor de su compañero de lista, si lo hubiere. En caso contrario, los votos serán considerados nulos (Art. 20 inc. 4º).
- vacancia del cargo posterior a la proclamación.

El candidato a Presidente de la República, en el período intermedio comprendido entre su proclamación por el Tribunal Calificador de Elecciones, hasta antes de ser investido (donde debe prestar juramento o promesa), tiene la condición de Presidente electo. Si en algún momento de dicho período este se hallare impedido para tomar posesión del cargo, asumirá, mientras tanto, con el título de Vicepresidente de la República, el presidente del Senado; a falta de este, el presidente de la Cámara de Diputados, y a falta de este, el presidente de la Corte Suprema (Art. 28 inc. 1º).
Con todo, si el impedimento del Presidente electo fuere absoluto o debiere durar indefinidamente, el vicepresidente, en los 10 días siguientes al acuerdo del Senado que declare la inhabilidad del Presidente, debe convocar a una nueva elección presidencial que se celebrará 90 días después de la convocatoria si ese día correspondiere a un domingo. Si así no fuere, ella se realizará el domingo inmediatamente siguiente. El presidente de la República así elegido asumirá sus funciones en la oportunidad que señale esa ley, y durará en el ejercicio de ellas hasta el día en que le habría correspondido cesar en el cargo al electo que no pudo asumir y cuyo impedimento hubiere motivado la nueva elección (Art. 28 inc. 2º).
- vacancia del cargo posterior a la investidura.

Si por impedimento temporal, sea por enfermedad, ausencia del territorio u otro grave motivo, el presidente de la República no pudiere ejercer su cargo, le subrogará, con el título de Vicepresidente de la República, el ministro titular a quien corresponda de acuerdo con el orden de precedencia legal. A falta de este, la subrogación corresponderá al Ministro titular que siga en ese orden de precedencia y, a falta de todos ellos, le subrogarán sucesivamente el presidente del Senado, el presidente de la Cámara de Diputados y el presidente de la Corte Suprema (Art. 29 inc. 1º).
En caso de vacancia del cargo de Presidente de la República, le subrogará, con el título de Vicepresidente de la República, el ministro titular a quien corresponda de acuerdo con el orden de precedencia legal. A falta de este, la subrogación corresponderá al Ministro titular que siga en ese orden de precedencia y, a falta de todos ellos, le subrogarán sucesivamente el presidente del Senado, el presidente de la Cámara de Diputados y el presidente de la Corte Suprema. Enseguida, se procederá a elegir sucesor (Art. 29 inc. 1º).
Sea cual fuere el tiempo que faltare para lo próxima elección, el nuevo Presidente elegido durará en el cargo hasta completar el período que restaba a quien se reemplace y no podrá postular como candidato a la elección presidencial siguiente (Art. 29 inc. 4º).
Si la vacancia se produjere faltando menos de dos años para la próxima elección presidencial, el presidente será elegido por el Congreso Pleno por la mayoría absoluta de los senadores y diputados en ejercicio. La elección por el Congreso será hecha dentro de los 10 días siguientes a la fecha de la vacancia y el elegido asumirá su cargo dentro de los 30 días siguientes (Art. 29 inc. 2º).
Si la vacancia se produjere faltando dos años o más para la próxima elección presidencial, el vicepresidente, dentro de los 10 primeros días de su mandato, convocará a los ciudadanos a elección presidencial para 120 días después de la convocatoria, si ese día correspondiere a un domingo. Si así no fuere, ella se realizará el domingo inmediatamente siguiente. El Presidente que resulte elegido asumirá su cargo el décimo día después de su proclamación (Art. 29 inc. 3º).
- Ministro de Estado.

En los casos de ausencia, enfermedad o renuncia de alguno de los Ministros, lo reemplazará, siempre que el presidente de la República no hiciere designación expresa, aquel que le suceda en el orden de precedencia establecido.
- Otros funcionarios públicos.

De acuerdo con el artículo 4.º del Estatuto Administrativo, son funcionarios suplentes aquellos designados en esa calidad en los cargos que se encuentren vacantes y en aquellos que por cualquier circunstancia no sean desempeñados por el titular, durante un lapso no inferior a 15 días. El suplente tendrá derecho a percibir la remuneración asignada al cargo que sirva en tal calidad en el caso de que este se encontrare vacante; cuando el titular del mismo por cualquier motivo no goce de dicha remuneración, o cuando el titular haga uso de licencia médica. Con todo, en el caso de licencias maternales y licencias médicas que excedan de 30 días, la designación podrá efectuarse con la remuneración correspondiente a un grado inferior al del cargo que se suple. En el caso de que la suplencia corresponda a un cargo vacante, ésta no podrá extenderse a más de seis meses, al término de los cuales deberá necesariamente proveerse con un titular.

#### Cargos privados
Los empleados privados se rigen por el Código del Trabajo y por el principio de autonomía de la voluntad; de manera que el modo y tiempo de duración de suplencia del funcionario interino dependerá de cada contrato de trabajo y de las normas internas de cada empresa.